# Système Jimi
Le Système Jimi (chinois traditionnel : 羈縻制) ou Jimifuzhou (chinois traditionnel : 羈縻府州) est un système d'organisation administrative et politique autonome utilisé en Chine entre le 7ème et le 10ème siècle. Bien que ce système implique la collaboration de chefs locaux avec le pouvoir central Chinois et leur soumission audit pouvoir, Il ne faut pas le confondre avec le système de tribus mis en place par les empereurs chinois.
Le terme « Jimi » apparait pour la première fois dans une annotation du Shiji, citée par Sima Zhen dans un livre datant de la dynastie des Han orientaux. A cette date, ce terme fait référence a la manière dont un homme peut guider un cheval ou un bœuf en utilisant un rêne. Les divisions administratives "Jimi" sont utilisées principalement sous la dynastie Tang, des années 650 jusqu'aux années 740. Le principe du système Jimi a ensuite été ré-utilisées sous les dynasties Song, Yuan, Ming et Qing sous d'autres noms tels que le système Tusi (chinois : 土司 制), ce jusque vers 1726 environ, lorsque le gouvernement Qing établi un nouvel ordre civil.

## Caractéristiques
Le système Jimi regroupe plusieurs types d'unités administratives chinoises établies pour des dirigeants ou chefs étrangers qui sont soit soumis militairement, soit ont fait volontairement leur soumission et ont intégré l'espace Chinois. Ils reçoivent leur fonction des autorités centrales chinoises, tout en conservant leur statut d'origine, et la transmettent a leurs héritiers. Ils doivent fournir un tribut annuel, conformément aux demandes du gouvernement chinois. En termes de politique étrangère, ils collaborent avec les fonctionnaires envoyés par le gouvernement, participent aux affaires militaires lorsque le pouvoir central leur demande et obéissent aux ordres et demandes provenant de la capitale. Ce système est introduit pour la première fois par le commandant Li Daliang entre le 23 août et le 25 septembre 630.
Dans le cadre de ce système, il existe principalement trois niveaux  d'unité administratives:  la zone de commandement  (chinois traditionnel : 都督府), la Préfecture (chinois traditionnel : 州) et le Xian (chinois traditionnel : 縣). Connues collectivement sous le nom de Jimifuzhou ou unités administratives à contrôle lâche, on les confonds rarement avec les Zhengzhou (chinois traditionnel : 正州)  ou unités administratives régulières. En outre, il existe durant un temps deux protectorats à contrôle lâche (duhufu 都護府), établis en 658 dans l'ancien Khaganat turc occidental, autour des monts Tarbagataï et du Lac Balkhach. Il s'agit des seuls protectorats à contrôle lâche jamais établis par les autorités chinoises,. Quelques Xian "à contrôle lâche" sont également établis au sien de préfectures "régulière" située à la frontière des territoires Tang proprement dits. Les unités administratives à contrôle lâche, en particulier tout ce qui est "zone de commandement" et "préfecture", sont créées peu de temps après qu'une région, un État ou une tribu ait fait sa soumission aux Tang, ou ai été soumis, et intégré en tant que division politique dans un protectorat "régulier", comme le Protectorat général pour pacifier l'Ouest, par exemple.
Pour ce qui est du nord et de l'ouest de l'empire Tang, des unités administratives relevant du système Jimi sont établis dans les régions correspondant actuellement au nord du Hebei, au nord du Shaanxi, au Gansu, au Ningxia, à la Mongolie intérieure, à la Mongolie extérieure, a la Sibérie, à la Sogdiane et à l'Afghanistan. Pour ce qui est du sud et du sud-ouest, les autorités chinoises en ont créé au Hunan, au sud du Guangxi, à l'ouest du Sichuan, au Guizhou et au Yunnan, où elles coexistent avec la préfecture "régulière". Des unités administratives "Jimi" sont également crées dans certaines parties de l'Asie intérieure et centrale au début de l'empire Tang.
Jusqu'en 755, il y a environ 1 000 préfectures "à contrôle lâche" établies au sein de l'ancien khaganat Turc et de la Chine, soit environ 2,6 fois le nombre de préfectures "régulière" existant au sein des territoires Tang,.

## Voir également
- Fanzhen
- Fengjian
- Jiedushi
- Tusi